# Каламиструм
Каламиструм (лат. Calamistrum) — орган у пауков, который представляет собой ряд специализированных щетинок на ногах, используемых для формирования тонких полос шёлковых паутинных нитей. Он встречается только у крибеллятных пауков (Cribellatae), то есть у пауков, обладающих паутинным органом, известным как крибеллум. Каламиструм и крибеллум используются для формирования ворсистых шёлковых полос, которые характерны для паутины этих пауков, и выпрядания особых «крибеллятных» паутинных нитей.
Щетинковый гребешок каламиструм проносится над крибеллумом, вытягивая (вычёсывая) волокна из его выступов и помогая объединить их с поддерживающими волокнами захватывающей нити. Каламиструм находится на верхнем крае метатарзуса задних ног. Каждая щетинка каламиструма зазубренная с одной стороны и гладкая с другой.
Длина каламиструма паука всегда равна или больше ширины крибеллума. Однако соотношение между длиной каламиструма и шириной крибеллума сильно варьирует даже среди родственных видов. Вероятно, это связано с различиями в прядильном поведении, а также с различиями в размере и форме ног и брюшка.
Когда самцы крибеллятных пауков достигают половой зрелости, они либо теряют крибеллум и каламиструм, либо сохраняют их в рудиментарной форме

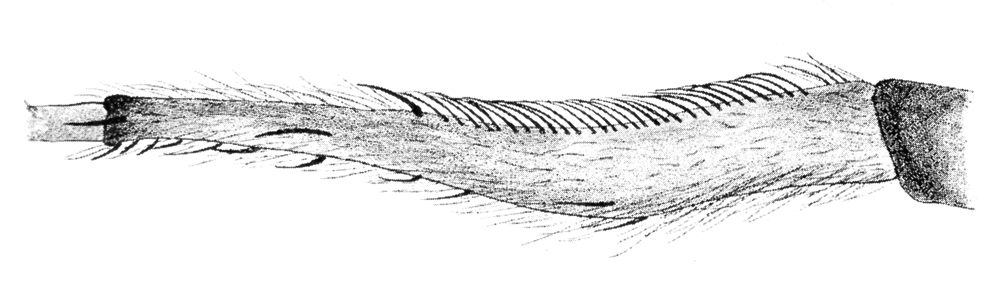
Каламиструм паука Zosis geniculata